# 블랙아웃 케이크

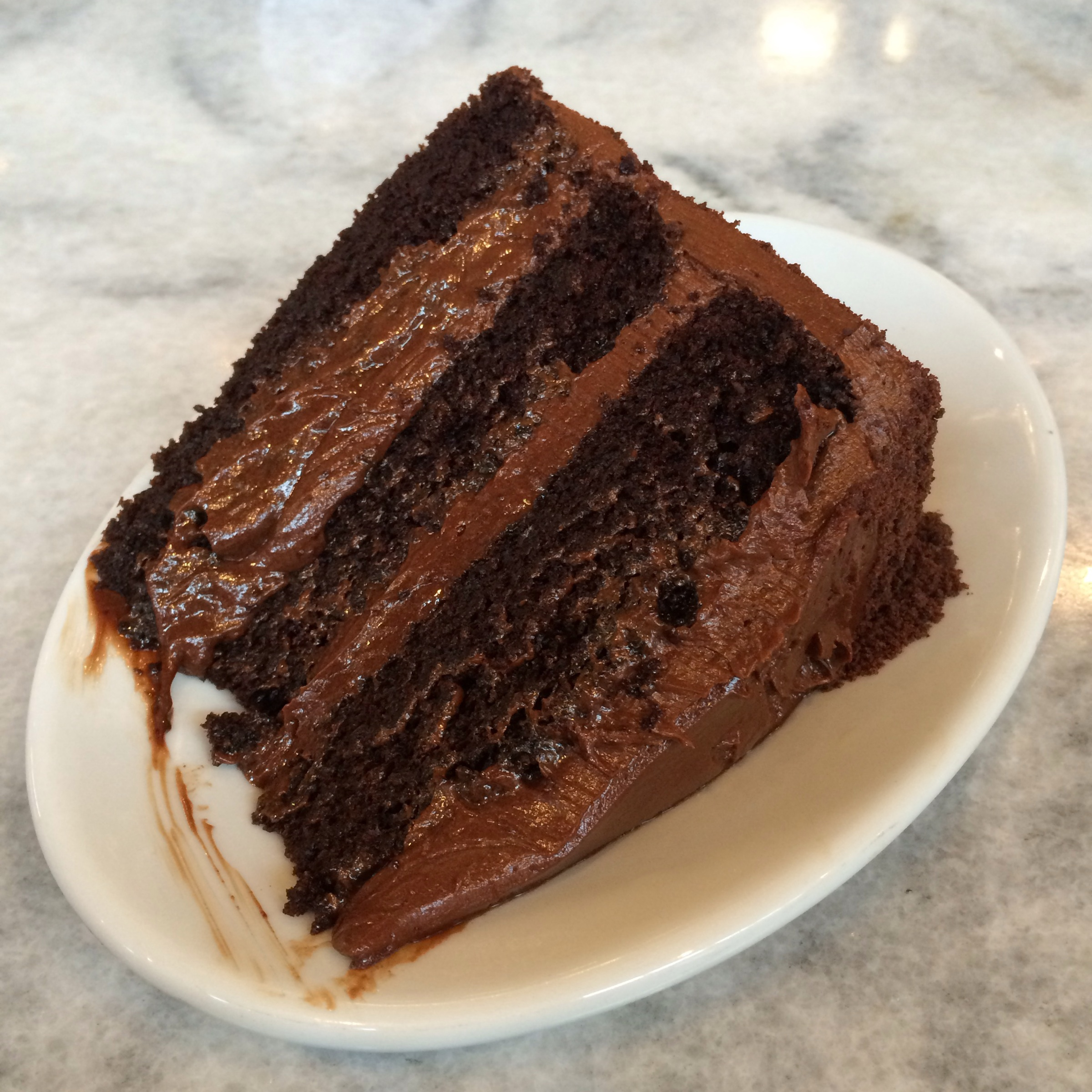

블랙아웃 케이크(Blackout cake) 또는 브루클린 블랙아웃 케이크(Brooklyn Blackout cake)는 초콜릿 푸딩으로 속을 채우고 그 위에 초콜릿 케이크 부스러기를 얹은 초콜릿 케이크이다. 이 케이크는 제2차 세계 대전 중에 브루클린 해군 공창을 보호하기 위해 등화관제(blackout)를 의무화한 점을 인식하여 에빙거스(Ebinger's)라는 브루클린 빵집 체인에 의해 발명되었다.
전쟁 후에도 그 이름은 매우 어두운 초콜릿 케이크로 지속되었으며 미국 중서부 전역에서 일반화되었다. 에빙거스의 케이크는 매우 인기가 있었고 1972년에 50개 이상의 지점이 문을 닫을 때까지 브루클린 주민들에게 인기 있는 시그니처 제품이 되었다.